# Jens Spahn
Jens Georg Spahn (* 16. května 1980 Ahaus-Ottenstein) je německý politik, člen Křesťanskodemokratické unie (CDU). Zasedá v Německém spolkovém sněmu a od března 2018 do prosince 2021 byl spolkovým ministrem zdravotnictví ve čtvrté vládě Angely Merkelové. Spahn v prosinci 2018 neúspěšně kandidoval na pozici předsedy CDU; jeho hlavními konkurenty byli Annegret Krampová-Karrenbauerová, jež byla zvolena, a Friedrich Merz.
Jens Spahn se vyučil bankovním poradcem, poté vystudoval politologii na Dálkové univerzitě Hagen, kde roku 2017 dosáhl magisterského titulu. Roku 1997 vstoupil do CDU a roku 2002 byl poprvé zvolen do parlamentu. Na sjezdu roku 2014 se stal členem předsednictva své strany a roku 2018 vystřídal Hermanna Gröheho ve funkci spolkového ministra zdravotnictví.
Jens Spahn je římskokatolického vyznání. Je gay; roku 2017 si vzal za manžela novináře Daniela Funkeho, s nímž žil v registrovaném partnerství od roku 2013.